# Strephonota tephraeus
Strephonota tephraeus is een vlinder uit de familie van de Lycaenidae. De wetenschappelijke naam van de soort werd als Bithys tephraeus in 1837 gepubliceerd door Jacob Hübner. De soort komt voor in het hele gebied van Mexico tot en met de noordelijke helft van Zuid-Amerika.

## Synoniemen
- Thecla faventia Hewitson, 1867
- Thecla villia Hewitson, 1869
- Thecla nippia Dyar, 1918